# Fatty i Arizona
Fatty i Arizona er en amerikansk stumfilm fra 1918 af Roscoe Arbuckle.

## Medvirkende
- Roscoe Arbuckle
- Buster Keaton
- Alfred St. John
- Alice Lake
- Joe Keaton
- Ernie Morrison